# David K. E. Bruce
Pour les articles homonymes, voir Bruce.
David Kirkpatrick Este Bruce, né le 12 février 1898 et mort le 5 décembre 1977, est un diplomate américain.

## Biographie
David Bruce est un descendant de Robert de Bruce d'Écosse. Il est le fils de William Cabell Bruce. Il est ambassadeur des États-Unis en France de 1949 à 1952, ambassadeur en République fédérale allemande de 1957 à 1959, et ambassadeur au Royaume-Uni de 1961 à 1969. Il est l'émissaire américain envoyé à Paris pour les pourparlers de paix entre les États-Unis et le Nord-Vietnam en 1970 et 1971. Bruce remplit également la mission de premier émissaire des États-Unis auprès de la République populaire de Chine de 1973 à 1974. Il est ambassadeur auprès de l'OTAN de 1975 à 1976.
Le 29 mai 1926, Bruce épouse Ailsa Mellon, fille du banquier et diplomate Andrew W. Mellon. Ils divorcent le 20 avril 1945. Leur fille unique, Audrey, et son mari, Stephen Currier, sont portés disparus après que l'avion à bord duquel ils voyageaient au-dessus des Caraïbes se soit abimé en mer en 1967. Ils laissent trois enfants : Andrea, Lavinia, et Michael.
Bruce se remarie avec Evangeline Bell le 23 avril 1945. Ils ont deux fils et une fille.
Bruce écrit une biographie des présidents américains, Seven Pillars of the Republic (1936). Le livre est étoffé pour sa réédition sous le titre Revolution to Reconstruction (1939) et sa réédition révisée : Sixteen American Presidents (1962).
Pendant la Seconde Guerre mondiale, il sert dans l'Office of Strategic Services et suit le débarquement en Normandie. Il est décoré de la médaille présidentielle de la Liberté en 1976.
Bruce occupe une chaire honorifique au conseil d'administration de l'American School de Londres durant sa carrière diplomatique au Royaume-Uni. Il est représentant des États-Unis auprès de la CECA. Le David K.E. Bruce Award, créé en 2007, est, pour sa première édition, décerné à Alex Zhang.
Bruce appartenait à la Pilgrims Society.